# هیدنوری ماگو
هیدنوری ماگو (انگلیسی: Hidenori Mago؛ زادهٔ ۳ اوت ۱۹۸۲) بازیکن فوتبال اهل ژاپن است.